# 立憲民主党 (ロシア)
立憲民主党（りっけんみんしゅとう、ロシア語: Конституционно‐демократическая партия, ラテン文字転写: Konstitutsionno‐demokraticheskaya partiya）は、かつて存在したロシアの自由主義政党。ロシア帝国末期の国会において有力政党として種々の改革を要求し、二月革命後の臨時政府では政権を担った。
略称はカデット（каде́ты）であり、これは頭文字をとったものである。また、「人民自由党」（Па́ртия Наро́дной Свобо́ды）とも称した。「教授の党」（профессорская партия）とも呼ばれたように、大学教授や弁護士、貴族などを中心とした知識人の政党だった。
1905年の第一次ロシア革命に際して歴史学者パーヴェル・ミリュコーフを指導者として設立された。その基本的な目標は議会政治と立憲君主制の実現であった。1906年にロシア帝国初となる国会選挙が行われると、多数の議席を獲得し、カデットは第一党となっている。その後、政府から弾圧されて勢力も後退し、党内では主流派と「道標派」が対立した。しかし、第4国会の超党派連合「進歩ブロック」においては主導権を握ることに成功し、帝政政府に対する批判的姿勢を強めた。
1917年の二月革命後には、第一次臨時政府の中心となっている。第一次臨時政府の崩壊後は、社会主義政党との連立政権をつくったが、この政府は絶えず危機にさらされた。そして、最終的に十月革命によってカデットは政権与党としての立場を失った。その後、ボリシェビキ政権に弾圧され、ロシア内戦では白軍側に立って対抗するも、党幹部たちは西欧への亡命を余儀なくされた。そして、最終的に党の路線をめぐって分裂し、1921年に解党した。
「超階級」的な立場を標榜したこの党は、労働者の権利保障、女性参政権の実現、ユダヤ人差別の廃止など、当時のロシアにおいてはかなり先進的な内容の政策を掲げていた。体制に対して非妥協的な政党だったとも逆に「反革命的」な政党だったとも評されるが、いずれにせよ、カデットの構想は、当時のロシアの現実に適さない面があったと考えられている。
なお、特に断りがないかぎり、以下の記述の日付はすべてユリウス暦による。

## 党史

### 前史

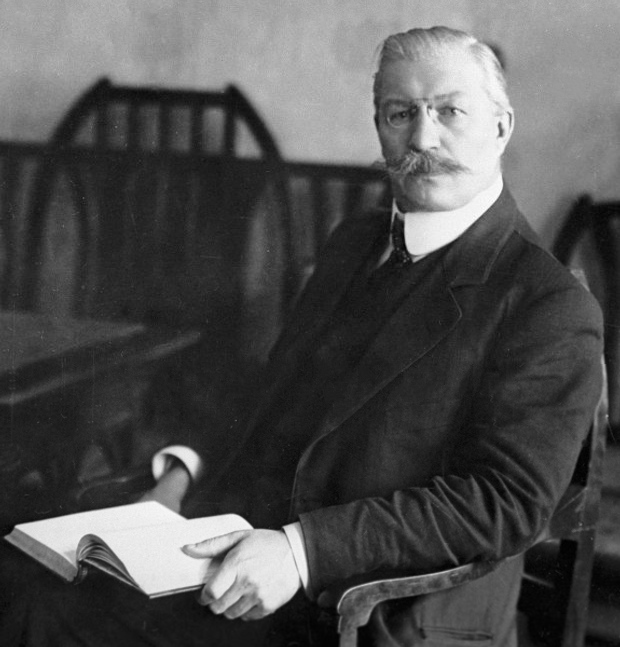
党首パーヴェル・ミリュコーフ

ロシア帝国末期になると、皇帝専制体制のもとで急激な経済成長が進められる一方で、経済成長によって生じた問題への不満から大衆運動が活発化した。
こうしたなか、地主貴族を含む地方議員や中産階級の専門職層からなる自由主義知識人たちの政治的結集が進む。1903年7月に政治団体「解放同盟」が結成されると、パーヴェル・ミリュコーフら自由主義知識人はこの団体のもとで憲法制定や皇帝専制打倒を訴える政治運動を行った。
1905年に第一次ロシア革命が起き、皇帝ニコライ2世は国家ドゥーマ（国会）を設置することを同年2月18日の勅書において約束した。これを受けて、ロシアの自由主義勢力のあいだでは、将来の国会開設に備えて政党の結成の動きが加速化する。しかし、国会が立法権を持たない単なる諮問機関となることが明らかになると、自由主義勢力の多数がこれに反発した。
専門職業家同盟（大学教授や医師などの職業団体の連合体）も国会選挙のボイコットを決定した。しかし、ミリュコーフは専門職業家同盟の議長であったが、国会を政治闘争の手段として利用できると考えて選挙ボイコットに反対し、専門職業家同盟を脱退して独自に政党結成を模索することとなった。また立憲派の地方議員を中心とする「ゼムストヴォ・市会議員大会」も国会の内部からの民主化を目指し、選挙に参加することを決めた。
こうしてミリュコーフを事実上の指導者として、解放同盟とゼムストヴォ立憲派同盟が統合し、立憲民主党（カデット）が結成された。そして、同年10月12日から18日にかけて結党大会が行われた。この大会のさなかの10月17日、国会の立法権などを認める十月詔書が発布されている。しかし、ケレンスキーの回想によれば、カデットはこの十月詔書を不十分なものだとして拒絶しており、ミリュコーフも「何も変わっていない。戦いは続く」と演説した。こうした急進的な自由主義者で形成されたカデットに対し、より穏健的な自由主義者は政党「10月17日同盟」（十月党、オクチャブリスト）を結成した。

### 議会政党として

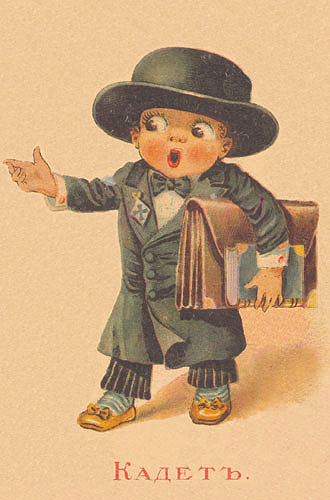
カデットのポストカード（1906年）

同年12月までは政治活動の明確な方針は定まらなかったが、翌年の1906年1月の第2回党大会でミリュコーフが「我が党はすぐれて議会政党である」と演説し、綱領には立憲君主制・議会制を掲げることとなった。この大会において党中央委員会のメンバーが確定しており、この当時の党の主な指導者にはミリュコーフをはじめ、ストルーヴェ、コリューバキン、ロジチェフ、ゲッセン、ペトルンケヴィチといった人物がいた。党員数は10万人を数えたという。
同年に行われた第1国会の選挙は、労働者にも選挙権を与えていたものの、土地所有者の1票が都市民2票・農民15票・労働者45票に相当するという極めて不平等な選挙制度であった。そして、ボリシェヴィキ、メンシェヴィキ、社会革命党といった社会主義政党は選挙をボイコットした。一方で小規模な土地所有者が選挙に強い影響力を有しており、都市中間層もカデットについた。
こうした条件下でカデットは圧勝し、約150から180議席程度を得て第一党となった。国会議長もカデット出身の法学者セルゲイ・ムーロムツェフとなっている。
一方で、第1国会開催を目前にして、同年4月21日から25日にかけて第3回党大会が開かれた。大会では、帝政政府の発表した憲法草案はまったく不十分であると非難する決議がなされ、また、国会に提出するための土地問題法案「四十二人法案」（後述）が計画された。さらに地方党員はより急進的な活動方針を取るべきだと訴え、ミリュコーフら中央委員会を激しく批判したが、これについては、あくまで合法的な議会闘争を行うという方針が採用された。
第1国会が開かれると、各種の自由権や法の下の平等などを求める法案を提出したが、かなり穏健な内容であったにもかかわらず、これは廃案となった。また、穏健な農民派政党トルドヴィキらとともに土地問題の審議を望み、私有地を一部、有償ながらも強制収用すべきとする四十二人法案を提出した(#土地問題)。一方で、トルドヴィキは全土地の収用を求めた。
このような国会の動きに対して、帝政政府は強硬に反対したため、国会と政府のあいだには鋭い対立が生じた。やがて、こうした状況下において、帝政内にはカデットと妥協して、首相ムーロムツェフ、外相ミリュコーフからなる内閣を作るという構想が持ち上がった。内相ピョートル・ストルイピンらは国会の強制解散による混乱を恐れており、カデットも議院内閣制を目標としていたから、当初、両者の交渉は順調に進んだ。しかし、トルドヴィキとの提携の是非や土地の強制収用といった問題で合意に至らず、交渉は決裂する。そして、7月9日についに国会は強制的に解散させられた。
第1国会解散と同日に、カデットの党中央委員会が開かれ、ペトルンケヴィチが国会解散への抗議として納税・徴兵の拒否を宣言することを提案した。カデットの呼びかけにより、カデット、トルドヴィキなどの178名の議員がフィンランドのヴィボルグに集まり、政府を批判する「ヴィボルグの檄」を発した。これは国会の再召集まで税を納めず徴兵にも応じないという運動を行うことを訴えた文書だった。
しかし、この運動は成果を挙げることができなかったばかりか、政府の反撃を受け、およそ120人のカデット党員の国会選挙への参加資格が剥奪されるという結果に終わった。フョードル・ココシキンやウラジーミル・ナボコフといった党所属の国会議員も、選挙参加資格を奪われた上、投獄されている。党は動揺し、党内左派がより急進的な非合法政党として分離し、党内右派がオクチャブリストに合流しようとしていると取り沙汰され、解党の危機に見舞われた。解党は免れたものの、結局、カデットは同年9月の党大会でこの文書の路線を現実的でないとして放棄した。

### 道標派との対決

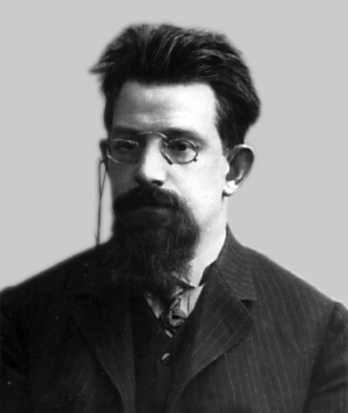
ミリュコーフと対立した道標派のカデット幹部、ストルーヴェ

1907年1月から国会選挙が再び行われ、この選挙において、カデットは、社会革命党・メンシェビキ・人民社会党（エヌエス）とのあいだで選挙協力を行おうとした。しかし、カデットは自らが指導的な立場となることを主張したため反発を招き、この交渉は失敗に終わったという。結局、社会革命党などの選挙参加の影響を受け、カデットは勢力を後退させ98議席を得るに終る。
同年2月20日に開かれた第2国会において、カデットはより穏健な土地法案を提出したが、その一方で政府に責任内閣制を要求した。
しかし、この国会が思い通りにならないと見た首相ストルイピンはこれを6月3日には解散させた（6月3日クーデター）。11月1日に第3国会が開かれた時、カデットはさらに勢力を後退させ、53議席を得るに留まった。この第3国会の選挙は政府に有利になるように改正された選挙法のもとで行われており、政府に協力的なオクチャブリストが第一党となった。
第3国会においてストルイピンは農業改革法案を審議にかけ、カデットはそれに一応は反対したものの、自身の土地法案においても明確な差異を打ち出すことはできなかった。その背景には、土地の強制収用に否定的な声が党内にも多くなったという事情があったという。そのため、農民運動において指導的立場を社会主義政党に奪われることとなった。また、1908年1月時点で、党員数は3万人以下へと激減していた。
政治的影響力を低下させたカデットの党内では、ストルーヴェ派（ヴェーヒ派、道標派）とミリュコーフ派による抗争が起きた。ストルーヴェ派はストルイピンの改革に肯定的であり、より保守的な路線をとろうとした。彼らは土地の強制収用にも反対していた。一方、ミリュコーフ派は新たな革命運動の主導権を握ろうとする立場をとったという。その結果、1909年11月になると、カデットは「平行運動」戦術という新たな方針を採用した。これはオクチャブリストの助けを借りながら国会内において政府との交渉を継続する一方、メンシェビキの指導する労働運動とも手を組もうとするものであった。
党内両派の対立の理論的な側面は、論集『道標』（ヴェーヒ）に関する論争に現れた。当時のほぼすべてのロシア知識人が読んだと言われる『道標』は、ストルーヴェ派のカデット党員たちが執筆した論集だった。この『道標』は、宗教や道徳といった古い価値観の意義を強調し、これまでのロシア知識人の在り方を否定する内容のものであった。ミリュコーフは、この論集を反動的なものだとして強く批判したという。別の党中央委員シャホフスコーイも同様に『道標』を批判した。道標に批判的なカデット機関紙『レーチ』紙と、道標派の日刊紙・週刊誌とのあいだでも論争が繰り広げられたが、やがて後者は論争に敗れて次々と廃刊に追い込まれていき、道標派はその影響力を失っていった。

### 進歩ブロックの形成

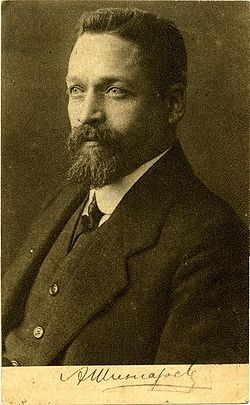
カデットの幹部の一人、シンガリョフ

1912年の第4国会選挙ではオクチャブリストが議席を減らし、右翼勢力や進歩党などが躍進したため、政局が不安定化した。こうしたなか、党首ミリュコーフは党内の多数の支持を得て、政府に対してより急進的な要求を行うことを決めた。同年11月15日に開かれた国会において、カデットは普通選挙権や出版・結社・人身の自由を定めた法案を提出した。さらに翌年の1913年1月末には、民主化の実現まで、「権力にたいして和解しがたい反対派」となるべきであるというミリュコーフの演説が行われている。
この頃、カデット右派の指導者ヴァシーリー・マクラコフは、左派オクチャブリスト・進歩党との連携によって国会内に「進歩ブロック」という大勢力を形成することを模索した。この構想は1913年時点では実現しなかった。また、1914年の第一次世界大戦の開戦とともに、カデットは国内政治よりも戦争を優先する立場をとって政府批判を緩め、また帝政政府による動員体制の構築に協力している。
ところが、政府はますます国会を軽視するようになり、これに対する反発から国会内ではふたたび自由主義勢力の結集が進んだ。そして、1915年8月25日にカデット・オクチャブリストその他の諸勢力からなる「進歩ブロック」が実現した。これには全国会議員422人中、325人の議員が参加したという。この「進歩ブロック」においては、オクチャブリストの分裂の影響で、カデットが主導権を握ることに成功した。進歩ブロックの実質的な指導者もカデットの党首ミリュコーフとなった。進歩ブロックは政府に国会との協調を求め、国民の信任を得られる内閣(信任内閣)の実現を要請した。
しかし、帝政政府は国会の無期限停会をもってこれに応えた。党内の左派は進歩ブロックからの脱退と左翼政党との提携を主張したが、これは少数意見にとどまった。カデットは進歩ブロックに留まったまま、政府が国会を再開するのを待った。しかし、マンデリュシュタムやオブニンスキーらモスクワの党グループ左派は、ミリュコーフに対して待機戦術を放棄し、より急進的な闘争を選ぶように強く迫った。
1916年2月18日から21日にかけて、第6回党大会が開かれた。国内では第一次世界大戦におけるロシアの敗勢や皇帝の不合理な統治の継続などの問題が生じており、党大会では左派と右派がさらに激しく争った。ミリュコーフら党の主流派は、政変が戦争に悪影響を及ぼすことを懸念し、政府との全面対決には消極的であった。その一方で、党幹部のアンドレイ・シンガリョフが「国民の気分は近い将来を考えるのがこわいくらいのものである。国民の苦悩と憤懣は限界に来ている。（中略）われわれは極左派と完全に遊離するところまでゆくべきではない」と演説した。この演説の結果、左翼政党との連携も視野に入れつつ、政府との闘争を続けるという方針が決議される。
その後、カデットは政府との対決姿勢を強め、同年11月に開かれた国会において、ついにミリュコーフはいわゆる「爆弾演説」を行い、政府を公然と批判した。この演説において、ミリュコーフはボリス・スチュルメル首相や怪僧ラスプーチンらをドイツの手先だとして激しく非難した。そして、政府の数々の失策について「これは愚かさか、または裏切りか？」と他の議員たちに問いかけたという。議員たちは「愚行だ!」「裏切りだ!」「その両方だ!」と応じた。演説の内容は全ロシアに広まり、反政府運動の活発化に大きな役割を果たしたとされる。

### 第一次臨時政府の成立

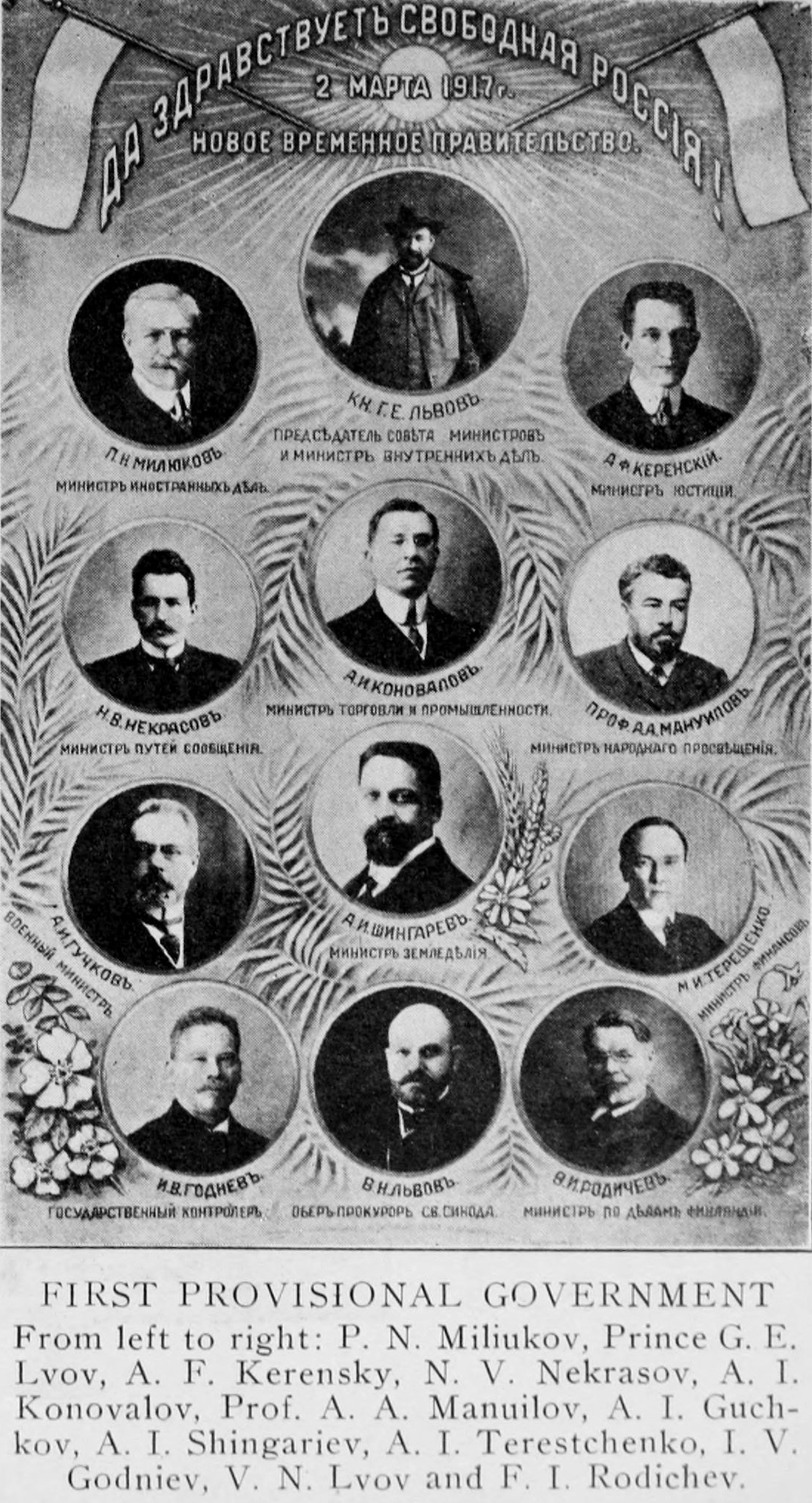
第一次臨時政府の閣僚たち。最上段左の外相ミリュコーフをはじめ、5人の閣僚がカデット所属であった。

翌年の1917年に二月革命が起きると、13名の国会議員から構成される国会臨時委員会が組織され、国家権力を掌握した。この臨時委員会には、カデットからはミリュコーフと国会副議長ニコライ・ネクラーソフが参加した。
臨時委員会において、君主制を維持するべきかどうかという議論が生じると、党内左派に位置するネクラーソフは君主制の放棄を支持する一方、ミリュコーフは君主制の維持を訴えた。そのため、両者のあいだで対立が生じたが、最終的に皇帝候補のミハイル大公自身が帝位を拒絶した。
その後に成立した第一次臨時政府では、外相にミリュコーフ、運輸相にネクラーソフ、農相にシンガリョフが就任するなど5つの閣僚ポストを得ており、この政府はカデットを中心としていた。一方、社会革命党やメンシェビキといった社会主義政党は、ペトログラード・ソビエトを通して労働者・兵士を掌握し、臨時政府を外部から監督するという立場をとった。
3月に行われた第7回党大会では、党の綱領を立憲君主制から民主共和制に変更することが決定された。その一方で、党の幹部ココシキンが「われわれは、いつも市民的権利と国民の平等の原則の不可侵を擁護してきたし、今後もかわらず擁護するだろう」と演説し、自由と平等の擁護、国民主権の原則、社会的公正の実現といった党の目標は不変であることを確認した。また、同大会では、ココシキンの報告に基づいて、現在の臨時政府はあくまで暫定政権にすぎず、できるかぎり早い時期に憲法制定会議を召集して新たな国家体制を決定するべきだという原則が決議された。
しかし、4月、ミリュコーフが外相として戦争継続を約束する外交文書「ミリュコーフ通牒」を作成すると、これがペトログラード・ソビエトの反発を招き、さらに兵士たちの抗議デモを引き起こす事態となった。カデットの中央委員会も対抗して「ミリュコーフ信任」および「臨時政府万歳」と主張するデモを組織したものの、結局この政府危機「4月危機」によってミリュコーフは辞任を余儀なくされた。

### 社会主義政党との連立

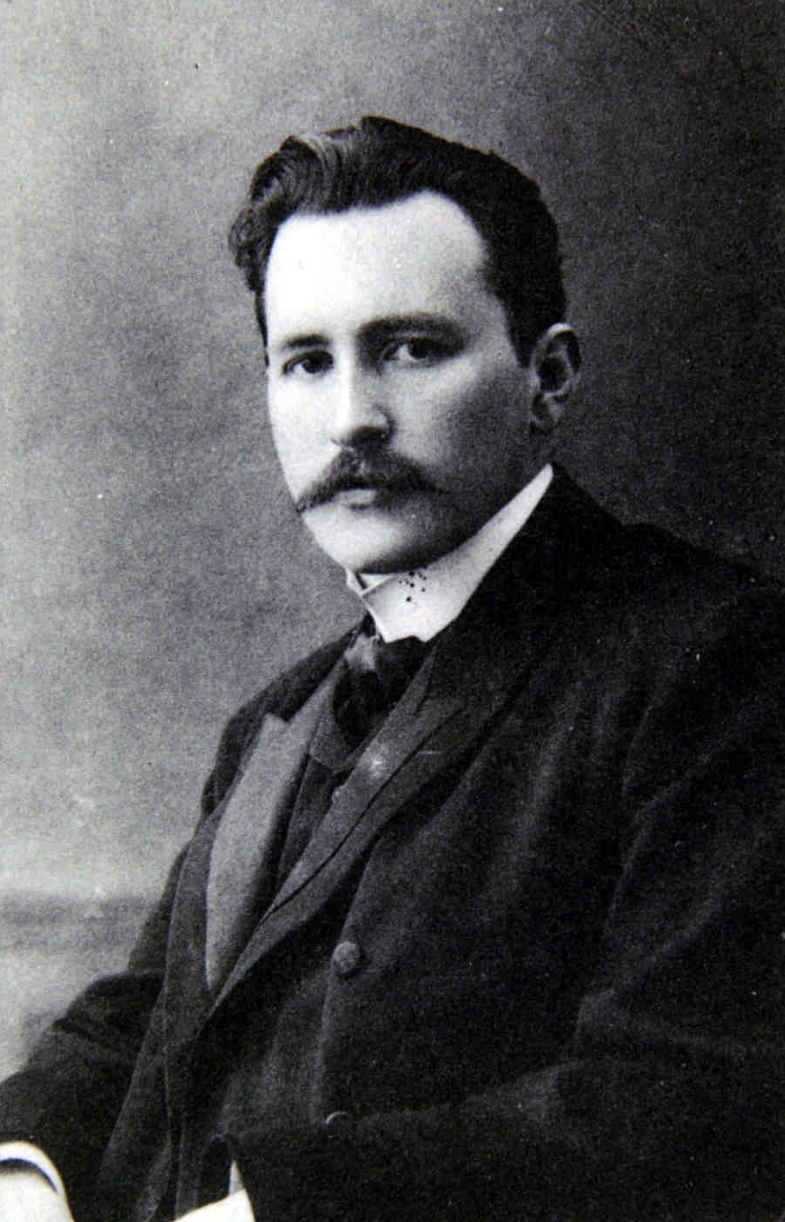
カデット左派の政治家ネクラーソフ

同年5月5日に新たに社会主義者たちが入閣することで第一次連立政府が成立する。この連立政府において、ミリュコーフおよび官房長ナボコフを除いて、カデットの大臣は留任することとなった。一方で、同月に開かれた第8回党大会においては、社会主義政党との連立政権に否定的なミリュコーフら多数派に対し、連立に積極的な少数派のネクラーソフが批判を展開するという一幕があった。戦争政策、土地問題、民族自治といった問題についても意見の一致を見ず党内には分裂の兆しが見られた。
7月になると、ウクライナで自治を求めていた組織「ウクライナ中央ラーダ」に対し、臨時政府から派遣されたミハイル・テレシチェンコらが独断で自治を認めてしまうという問題が生じた。ウクライナの民族自治に反対する立場のカデットはこれに反発し、カデット所属の閣僚らは辞任した。ネクラーソフは例外であり、ついにカデットを離党して閣僚の地位に留まった。
その後に成立した社会革命党のアレクサンドル・ケレンスキーを首相とする第二次連立内閣では、主導権を握ることはなかったものの、カデットからココシキンら4人が入閣した。ケレンスキーは、カデットの協力を求めるために大幅に譲歩しなければならなかったという。とはいえ、ミリュコーフがケレンスキーを「疑いなく全ロシアがそのおかげを被っているような人」と評したように、カデットは新ロシアの指導者としてケレンスキーに大きな期待を寄せていた。
しかし、カデットと政府内の社会主義者（メンシェビキ、社会革命党）との溝は深まっていった。さらに同年7月23日から28日にかけて行われた第9回党大会では、カデットの支持率はボリシェビキを下回り、予定される憲法制定会議選挙で苦戦するだろうという報告が行われた。この大会において、ミリュコーフは、社会主義革命がロシアに破滅をもたらすと主張し、「ロシアをこのような破滅から救うために、あらゆる方途が許されるだろう」と言ったという。
第一次世界大戦におけるロシアの敗勢も覆らず、階級間の対立も激しくなった。ケレンスキーに対する期待は失われ、カデットの中央委員会では臨時の措置として「独裁官」を設置する必要性が公然と議論された。こうしてカデットは軍事独裁による強力な政権の樹立を志向するようになった。そして、軍の最高総司令官ラーヴル・コルニーロフがクーデターを実行すると、カデットはコルニーロフを支持する立場に回り、カデットの閣僚たちは辞任した。そのため、クーデターが失敗に終わるとカデットは大きな打撃を受ける。クーデターを支持したミリュコーフやココシキンはクリミアでの謹慎を余儀なくされ、代わってナボコフが党を代表するようになった。
社会主義勢力はカデットからの再度の入閣には否定的であった。しかし、この頃には有産層全体を支持基盤とするようになっていたカデットを外しては、社会主義勢力は有産層との連携をたもつことは難しくなっていた。結局、社会主義政党の大臣の一部もカデットとの連立をやむを得ないと考えるようになり、社会主義勢力はナボコフの主導するカデットとの妥協を余儀なくされた。その結果、第三次連立政府においても副首相アレクサンドル・コノヴァーロフらがカデットから入閣することとなった。

### 十月革命と憲法制定会議

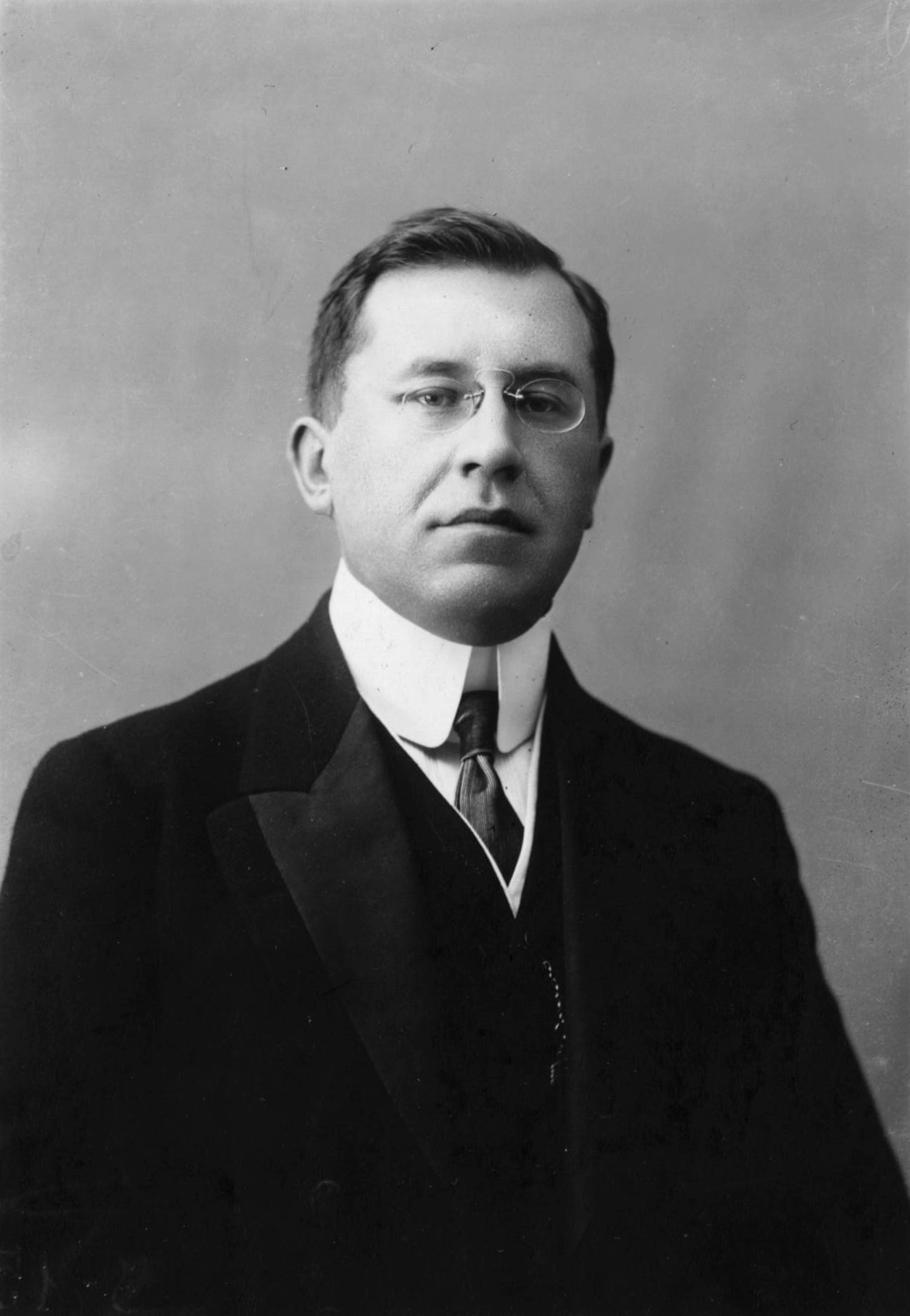
首相代行を務めたコノヴァーロフ

同年10月14日から16日にかけて第10回党大会が開かれた。カデットの最後の党大会となったこの大会は、翌月に行われる予定の憲法制定会議選挙の準備を目的としたものであった。しかし、臨時政府の政策が不調であることや、党のコルニーロフ反乱への加担などにより、カデットは社会的な信頼を失っており、党大会は険悪な雰囲気の下で行われた。党指導部と中堅若手層の対立や党中央と地方支部の関係悪化などにより党の組織力は低下し、憲法制定会議選挙の候補も定員の10分の1未満しか擁立できる見込みはなく、選挙での勝利は絶望的となっていた。
こうしたなか、ボリシェビキが武装蜂起すると、逃亡したケレンスキーに代わってコノヴァーロフが首相代行となり冬宮に立てこもったが、あえなく逮捕された。ボリシェビキ政権が誕生し、カデットは政権与党としての立場を失った。
11月に行われた憲法制定会議選挙では、ボリシェビキを「暴力の行使者、権力の横奪者、殺人者」「暴力により権力をにぎり、ロシア人民の名で語ろうとする者」であるとして非難する選挙運動を行った。しかし、カデットは5パーセント程度の得票率に止まっている。とはいえ、都市部では根強い支持があり、ペトログラードやモスクワでは3割前後の票を得て第2位となっていた。また、新聞の支持なども受け依然として一定の組織力・資金力を有していた。
こうした状況下において、ボリシェヴィキはカデットを警戒し、すでに同月4日時点で、ロシア・ソビエト連邦社会主義共和国全ロシア中央執行委員会において、ボリシェヴィキの指導者ウラジーミル・レーニンはカデットを「反ソビエト勢力」とみなし、その政治活動を禁止すべきだという演説をしていた。同月28日、カデットの指導者たちの一部が「人民の敵の党」の指導者として逮捕され、ココシキンとシンガリョフは殺害された。
憲法制定会議は強制的に解散させられ、さらに1918年から1919年にかけてペトログラードやモスクワで多くのカデットの党員が逮捕された上、党中央委員かつ元モスクワ副市長のシチェプキンらが銃殺されている。

### ロシア内戦から解党まで

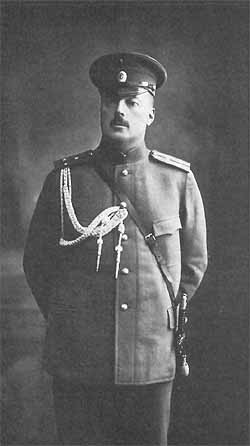
党幹部ナボコフ。『ロリータ』で知られる作家ナボコフの父でもある。

十月革命後のロシア内戦では、カデット党員は白軍へと参加し、ボリシェビキに激しく抵抗した。白軍のドゥトフ将軍に資金援助をした人物が、カデットの中央委員であったように、カデットは各地の反ソビエト勢力の支援者として重要な役割を果たした。
シベリアのオムスクでも、カデット党東方支部長の法学者ニコライ・ウストリャーロフがアレクサンドル・コルチャーク将軍の軍事独裁の正当化に協力し、反ボリシェヴィキ運動を行っている。ただし、後にウストリャーロフはカデットの一部の仲間とともにいわゆる「道標転換派」を形成し、ロシアの国益を優先するという観点からソビエト政権容認の立場へと転じた。
党首ミリュコーフは十月革命直後にペトログラードを脱出し、将軍ミハイル・アレクセーエフの指揮下の白軍に加わった。その後、1918年5月にドイツ軍の支配下のキエフに移った。
キエフにはカデットの総委員会が設置されており、総委員会は親ドイツのスコロパードシクィイ政権に閣僚を派遣していた。こうしたなか、ミリュコーフはこれまでの連合国寄りの立場を捨て、ドイツ軍の力を借りて、ミハイル大公を皇帝とする立憲君主制の構築を目指すこととした。しかし、ドイツ軍との提携構想は白軍や党内からの反発を招き、ドイツ軍の敗北やボリシェビキによるミハイル大公の処刑のため、この計画は実現していない。
ミリュコーフはこの路線を撤回し、同年10月に北カフカスにある白軍の拠点エカテリノダールへと向かった。ここではカデットの地方党大会も開かれた。そして、カデットは同地の南ロシア軍のデニーキン将軍による軍事独裁の下でボリシェビキへの反撃を目指すこととなった。ミリュコーフやナボコフといった党幹部は同地の白軍政府の閣僚になる予定であり、カデット党員は連合国との外交も担当したという。しかし、デニーキンは赤軍に敗れた上、ウランゲリに軍の指揮権を引き渡してしまった。
白軍の敗北とともに党幹部たちは亡命を余儀なくされ、党中央委員はパリ、イスタンブール、ロンドンなど世界各地に分散した。こうしたなか、白軍の新たな指導者ウランゲリの評価をめぐって党内では対立が生じた。ストルーヴェはウランゲリの軍に協力し、連合国との交渉などを担当していた。イスタンブールに亡命した党グループなどもウランゲリを支持して武力反攻を目指していた。その一方で、ミリュコーフらのパリに亡命した党グループは、ウランゲリを反動的な人物であるとみなして批判したという。
そこで、ミリュコーフらは、社会革命党との連携を核とする左派的な「新戦術」を提唱した。しかし、この「新戦術」は党内の他グループから激しい反発を招いた。ミリュコーフの狙いは社会革命党の力を借りて、ロシア国内で農民を蜂起させてボリシェビキを打倒するというものだったという。一方、ナボコフらはこの戦術をまったく非現実的なものだとして批判した。1921年になると、ミリュコーフらが亡命地で発行したロシア語新聞『最新ニュース』とナボコフらのロシア語新聞『舵』が激しい論争を展開したが、この論争を通してミリュコーフは孤立を深めていった。同年7月、ミリュコーフが新たに「新戦術パリ・グループ」を結成したため、カデットは解党した。

## 組織

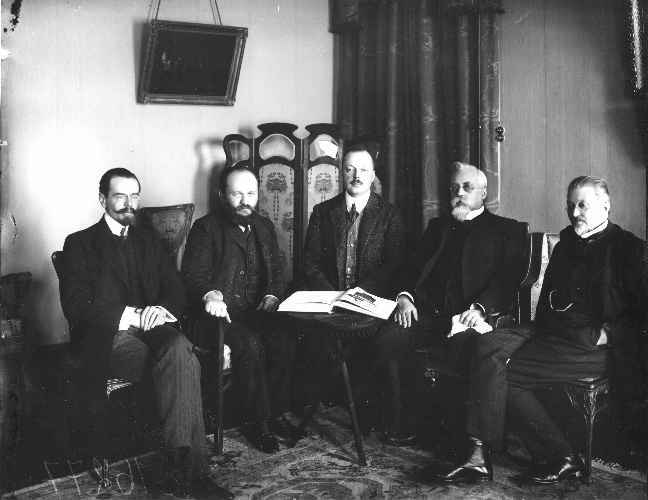
左から右へ、フョードル・ココシキン、マクシム・ヴィナヴェル、ウラジーミル・ナボコフ、セルゲイ・ムーロムツェフ、イワン・ペトルンケヴィチ。いずれもカデットの党員。1907年12月。

1905年10月の結党大会から、最後となった1917年10月第10回党大会まで10回の党大会が開かれている。そのうち第7回から第10回までの4度の党大会は、ロシア革命のさなかの1917年に行われた。
党には中央委員会があり、1906年1月の第2回党大会では26名の中央委員が選出され、1917年3月の第7回党大会では70名の中央委員が選出されている。地方の党支部は、1906年1月の段階で29県に存在した。
党員に対する義務はほとんどなく党費も極めて少額であり、党組織は緩やかな政治クラブ的なものであったという。また、党内民主主義が確立しており議論の自由が保証されていたが、党内の左派と右派の対立が激しかった。
カデットは、雑誌として『法』(プラーヴォ)、『人民の法』（ナロードノエ・プラーヴォ）、『取引所報知』（ビルジェヴィエ・ヴェードモスチ）といったものを発行している。さらに党の機関紙にあたるものとして『言論』(レーチ)が存在し、これはミリュコーフとゲッセンを編集長としていた。

### 党の支持層と党員
カデットは知識専門職層と地主貴族を主な支持層としていた。また、多くの党員が地方議会であるゼムストヴォの議員経験者であった。
もっとも、カデットは結党当初から自らを「超階級」「全国民的」な党であると主張し、前述したような機関紙などを用いて労働者や農民、商工業者も取り込もうとしていた。
党内には、特に大学教授や弁護士が突出して多く、第2回党大会で選ばれた26名の党中央委員のうち18名の委員が大学教授ないし弁護士であった。党幹部の知的水準は非常に高かったとされ、例えば、党首ミリュコーフは、モスクワ大学のロシア史の講師であったし、党の中心的人物の一人ココシキンはハイデルベルクやパリなどに留学したことのある学者であった。その他、党中央委員には、セルゲイ・オルデンブルクやウラジーミル・ヴェルナツキーといった著名な学者が加わっていた。
党員数は1906年1月時点で10万人であり、1908年1月時点で3万人以下、さらに1917年時点では5万人となっている。また、稲子 (2007)に拠って、各国会等のカデットの議席数を示す。
| 選挙         | 議席/総議席 | 出典                |
| ------------ | ----------- | ------------------- |
| 第1国会      | 179 / 478   | [ 140 ] [ 注釈 6 ]  |
| 第2国会      | 98 / 518    | [ 39 ]              |
| 第3国会      | 54 / 442    | [ 141 ] [ 注釈 12 ] |
| 第4国会      | 53 / 442    | [ 142 ]             |
| 憲法制定会議 | 15 / 715    | [ 143 ]             |

## 政策
結党大会でミリュコーフが規定したカデットの立場は、「ロシア・インテリゲンツィアの伝統的気分に相応した思想的・超階級的運動」というものであった。当初の党綱領は、前身組織の解放同盟が作成した「解放同盟憲法」の内容を部分的に引き継いでいた。
翌年の第2回党大会において党綱領は改定が加えられ、この綱領には「市民の基本的諸権利」の保障、ユダヤ人などに対する差別の廃止、地方自治の拡大、司法権の独立の確立、累進課税制度の導入、無償の義務教育の実現といった諸政策が掲げられている。
さらに、1917年の第7回、第8回党大会において党綱領は大幅に修正され、自由権だけでなく社会権の保障も掲げた極めて先進的な内容となったとされる。

### 国制

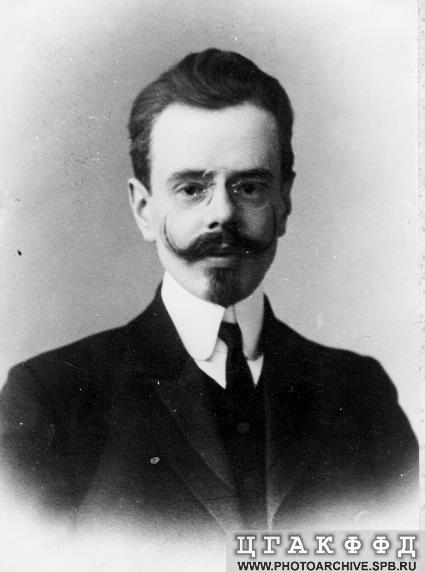
党の理論家ココシキン。十月革命後に殺害されている。

1905年10月の結党大会の時点では、党内には国制として共和制を推す声もあり、どのような国制をとるべきかについて明確な方針は定まっていなかった。翌年1月の第2回党大会では、君主制がいまだ民衆のあいだでも広く支持されているという考えから、「ロシアは立憲的かつ議会的な君主制」になるべきだと党綱領に明記された。
二月革命によってロマノフ朝が崩壊すると、カデットは党の中央委員や元国会議員を集めて今後の国制について検討したが、この段階ではすでに君主制をとるべきだと主張する人物は皆無であった。第7回党大会において正式に立憲君主制ではなく民主共和制を掲げることが決められた。
そして、社会主義政党と異なり、カデットはかなり詳細に国制の具体的な内容について検討している。第7回党大会において、ココシキンはフランス第三共和政を参考にしつつ、議会が弱い権限をもつ大統領を選出するという間接大統領制をとるべきだという報告を行った。これを受けて、議会によって選出された「共和国大統領」が内閣を通して執行権力を行使するという統治形態をカデットは党綱領に採用した。この背景には、ロシアにおいて、強い権限をもつ大統領を国民が選出するアメリカ型の大統領制を採用した場合、ナポレオン3世のようなデマゴーグが出現しかねないという懸念があったという。

### 土地問題
ロシア帝国では地主制の下、高い借地料と地主直営地における低報酬に農民層は苦しんでいた。そうした状況の下、1890年代以後、農民層のあいだでは現状を打破しようとする動きがあった。
第1国会ではこの土地問題が最大の論点となり、上述したとおりカデットも土地問題の解決を図る四十二人法案を国会に提出している。この法案は地主所有地の一部を有償で強制収用し、農民に再配分するというものであった。トルドヴィキも全土地の有償強制収用・勤労基準による農民への配分を核とするより急進的な102人法案を提出しており、この問題での意見の相違によって、カデットとトルドヴィキのあいだで対立が生じることとなった。その一方で、カデットには地主貴族もいたため、こうした土地の再配分の構想に対して党内には反対する声もあったという。
第2国会においてもこの法案を修正したものをカデットは提出しているが、その要求する内容は以前のものと比べ、かなり限定的なものとなっていた。土地の強制収用による再配分は内容に含められていたものの、収用の対象となる範囲はかなり狭められていた。第3国会ではさらに意見を後退させ、強制収用は農民層の支持を受けるためだけの名目的なスローガンに留まったとされている。

### 外交・戦争政策

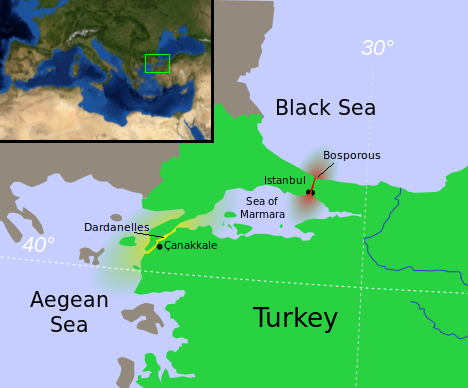
ダーダネルスとボスポラス海峡。党首ミリュコーフは両海峡の確保を主張し、さらには全ポーランドの併合やイスタンブール奪取を企図した。

外交政策の分野では、1908年以後、党内でシンガリョフらのグループとミリュコーフらのグループのあいだで長期にわたる論争が生じている。前者のグループは、反政府的立場を明確にするために、政府とスタンスの近い外交政策を党綱領から削除することを主張した。後者のグループは、「非党派的見地」に立って積極的に外交政策を打ち出すことを望んだ。最終的にミリュコーフらの主張がとおり、カデットは反独親英などの諸政策を国会・新聞で訴えることとなった。
カデットが親英的な立場をとった背景には、イギリス政府が同盟国ロシアにおける立憲制の確立を望んでいたという事情があった。カデットはイギリス政府の力を借りることで、立憲的改革に向けての帝政政府との交渉を有利に進められると考えていたという。
第一次世界大戦については、西欧型の自由主義・民主主義を支持するという立場から、連合国側に立って戦いを継続するという姿勢をとった。レフ・トロツキーは、カデットが「戦闘的愛国主義の合唱でリーダーを務めた」と評している。実際に、第一次世界大戦が起きるとカデットは政府の支持を表明したし、党首ミリュコーフは戦争の完遂を訴えた。カデットはイギリスを模範として帝政政府による総力戦体制を支えた。
さらに、ミリュコーフは臨時政府の外相となった後も第一次世界大戦の継続を主張している。それだけでなく、第7回党大会においても、第一次世界大戦は単に皇帝が始めた戦いなのではなく「人類の自由と諸民族の権利のための戦い」なのだと主張するロジチェフによる報告が行われ、熱狂的に迎えられた。
こうしたカデットによる戦争継続の訴えの背景には、ダーダネルス海峡の確保といった帝国主義的な意図があったとされる。カデット党員の多くは戦争によるロシアの領土拡張と経済的地位向上を求めた。他方で、カデットには歴史学者アレクサンドル・キゼヴェッテルなどのように、戦争後に恒久平和を実現するという理想主義的な目標を掲げる者もいた。
いずれにせよ、このようなカデットによる戦争政策は行き詰まり、西欧流の近代化を目指して総力戦を支持・遂行したために、かえってカデットの目標を否定するボリシェビキ政権の成立を招くこととなったとされる。

### 民族問題

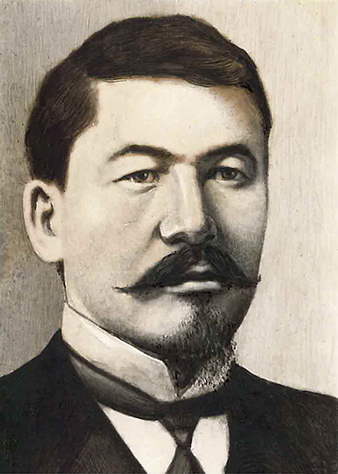
カザフ人のカデット党員アリハン・ボケイハン

1905年の第一次ロシア革命の結果、ポーランド人、フィンランド人、ユダヤ人などのロシア帝国内の非ロシア民族は帝政政府の支配に反発するようになった。これに対し、帝政政府は諸民族に対する抑圧を強めた。
こうしたなか、カデットは一貫してロシアの少数民族に完全な市民権を与える立場をとっており、ユダヤ人解放運動やヴォルガ・ドイツ人を支援していた。この党はユダヤ人から強い支持を受けている。そして、そうした少数民族の中からかなりの数が、カデットの活動的な党員となっていた。例えば、1918年にクリミア地方政府を組織したカデット幹部、ソロモン・クルイムとマクシム・ヴィナヴェルはいずれもユダヤ人であった。カザフ人知識人のアリハン・ボケイハンも1905年にカデットのカザフ支部設立を試みており、また1917年5月以降はカデットの中央委員ともなっていた。
ただし、少数民族による自治の要求については、ポーランド・フィンランドのみに対して認め、それ以外は単なる地方自治体とする立場をとっていた。カデットのココシキンは留学中にイェリネックのもとで学んだ影響から、連邦制は対等な国家が形成するものであると考え、ロシア帝国においては連邦制の構成主体となるような国家は存在しないとみなしていた。

### その他の政策
カデットの1905年時点の綱領には、労働組合の自由やスト権の保障、8時間労働制などが掲げており、数は少ないがカデット系の労働組合も存在したという。1917年第8回党大会に改正された綱領でも、こうした労働者の権利保障は変わらず規定されていた。
また、第1国会選挙において、フェミニストがカデットを支持しており、その選挙運動を支援している。ただし、結党当初、女性の権利の拡大については党内に温度差があり、中央委員ではシャホフスコーイが肯定的であった一方で、ストルーヴェは否定的であった。ミリュコーフも農村部における反発を懸念し、女性参政権を認めることに消極的であった。
しかし、ミリュコーフの妻アンナ・ミリュコーワや女性唯一の党中央委員であったアリアドゥナ・ティルコーワは女性参政権を党綱領に入れることを強く主張し、その結果、第4国会ではカデットは女性参政権の実現を議案として提出している。

## 評価

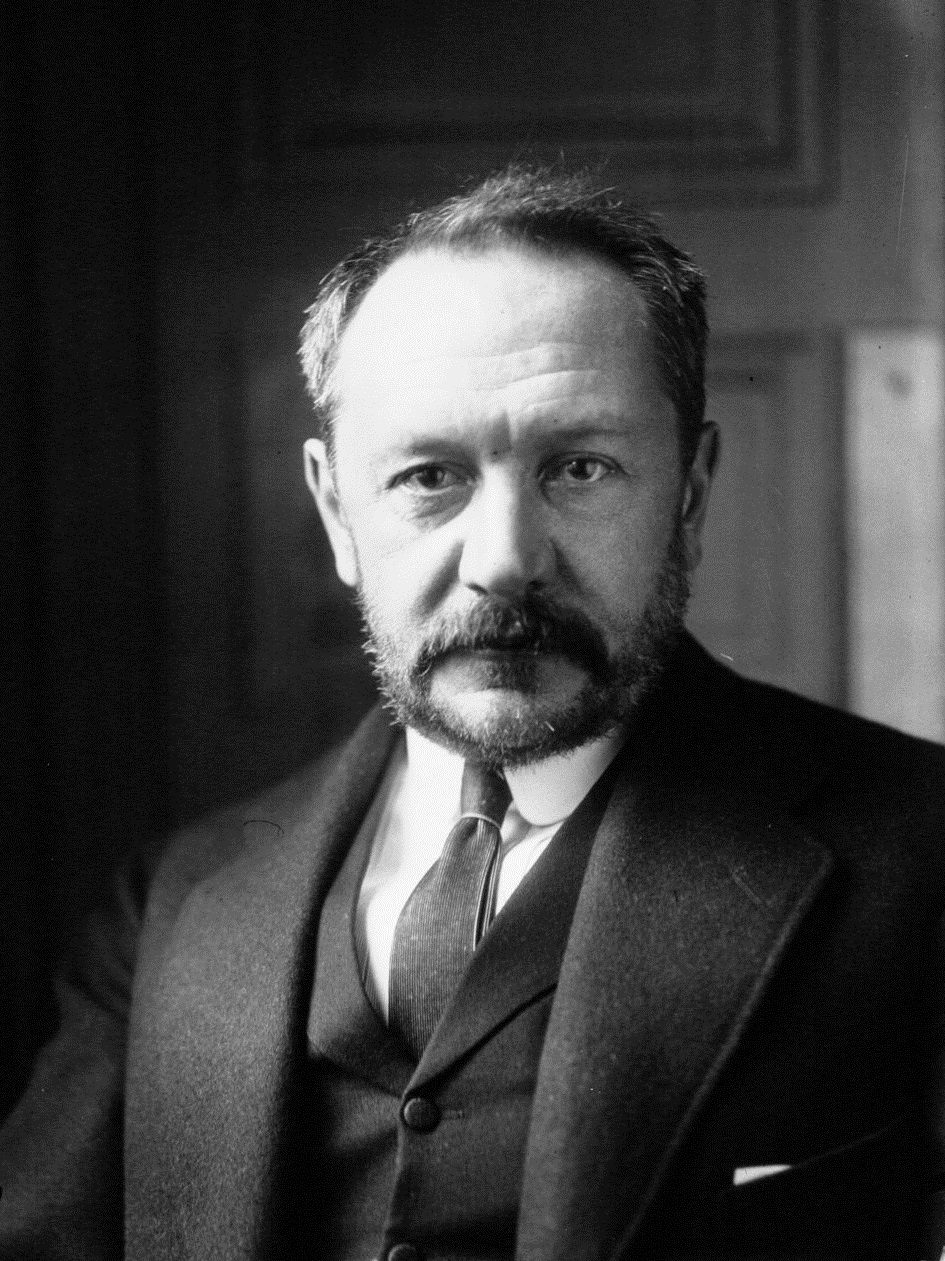
カデット右派の政治家、マクラコフ

カデットは、ロシアの「代表的な自由主義政党」、「自由主義勢力を代表する政党」であったとみなされている。ソビエト憲法史の研究者である新美治一によれば、二月革命において「地主・ブルジョワジー」勢力で最も重要な役割を果たしたのもカデットであった。また、カデットは思想面でもロシア社会に大きな影響を与えた。
ソビエト政権下では、教科書ではロシア革命史はボリシェビキを中心として紹介されていたが、しかし、ペレストロイカによってこの点が見直され、1989年のソ連の初等・中等学校の歴史教科書においてはカデットの役割も詳細に取り上げられるようになったという。複数政党制が復活した1990年には、カデットの精神を引き継ぐことを掲げ、ふたたび立憲民主党=カデットを名乗る政党(英語版)も結成されている。
カデットが最終的に敗北した理由については、次のように考えられている。まず、カデット右派の指導者でもあったマクラコフは、亡命後に往時を回想し、カデットの失敗の原因を革命政党との提携という「誤ったタクティクス」にあると述べた。そして、1906年以後、政府と妥協せず対決する方向に進んだことが、立憲制の崩壊とボリシェビキ政権の到来を招いたと主張したという。このマクラコフの考え方の影響を受け、ミハイル・カルポーヴィチら欧米の歴史家も、カデットの「非妥協性」にその失敗の原因を求めている。
こうした評価とは正反対に、トロツキーは、亡命後の1939年に発表した論文において、ボリシェヴィズムの立場からカデットを次のように批判している。すなわち、1905年の第一次ロシア革命以後、「カデットは"ブルジョア"革命の先頭に立とうとしなかっただけではなく、反対に、ますます革命との対決に自己の歴史的使命を見出していった」のだという。政治学者の中村義知も、1907年時点で「ロシア・ブルジョアジーがもっと断固たる決意と力とをもっていたら、第3の道――第二次市民革命――の可能性がないわけでもなかったのであるが、このとき、カデット党は政府にみすてられぬようひたすら忠誠をしめそうとのみつとめたために、ついに自己の寿命をもちぢめ」たと述べている。
一方、戦術的な問題にとどまらずカデットにはより構造的・本質的な弱点があったとも考えられている。トロツキーは、『ロシア革命史』において、1916年時点の守旧派官僚たちのカデット評を紹介している。それは、カデットは「あまりに弱体」であり、カデットの下で責任内閣制を実現しても、やがてロシア国内で圧倒的多数を占める農民と革命政党の前に敗れるだろうというものだった。そして、カデット敗北の後に来るのは「王朝の滅亡、有産階級にたいするポグローム、盗賊の農民」であると官僚たちは予測したという。トロツキーはこの官僚たちの評価に同意しつつ、「党は本質的にブルジョア的であるにもかかわらず、民主的と名乗っていた。著しく自由主義的な地主の党であるのに、綱領には土地の強制買い戻しをもりこんでいた」と述べ、カデットを根本的に矛盾した政党だと位置づけている。
新美治一もそもそも当時のロシアでは中産階級が弱体であり、カデットの主張する自由主義・民主主義を十分に支えられる勢力が存在しなかったと述べている。また、当時のロシアは識字率が極めて低く、そのためカデット機関紙や協力的な新聞による宣伝が十分な効果を発揮できず、大衆の支持を得られなかったと鈴木肇は指摘している。
近現代ロシア史研究者の池田嘉郎によれば、近代ヨーロッパ流のカデットの理想とロシアの現実とのあいだには大きな隔たりがあり、カデット自らもそのことを十分に認識していた。そして、「独裁官」の設置などの一見すると非民主的なカデットの計画も、こうした隔たりを埋め、カデットの理想を実現するためのものだったと池田は論じている。しかし、こうした努力にもかかわらず、最終的に理想と現実の懸隔を埋めることはついにできず、十月革命においてカデットは敗北したという。

## 関連文献
池田嘉郎は、立憲民主党に関する主要な研究書として以下の3冊を挙げている。
- William G. Rosenberg, Liberals in the Russian Revolution: The Constitutional Democratic Party, 1917-1921 (Princeton University Press), 1974.
- Н.Г. Думова,  Кадетская партия в период первой мировой войны и Февральской революции (Наука), 1988.
- Melissa Kirschke Stockdale, Paul Miliukov and the Quest for a Liberal Russia, 1880-1918 (Ithaca: Cornell University Press), 1996.